# ارمس بورسیتی
ارمس بورسیتی (انگلیسی: Ermes Borsetti; ۲۵ اوت ۱۹۱۳ – ۲۳ سپتامبر ۲۰۰۵) بازیکن فوتبال اهل ایتالیا بود.
از باشگاه‌هایی که در آن بازی کرده‌است می‌توان به باشگاه فوتبال آ.اس. رم، باشگاه فوتبال فیورنتینا، باشگاه فوتبال پرو ورچلی، و باشگاه فوتبال تورینو اشاره کرد.